# Віліус Лаурінайтіс
Віліус Лаурінайтіс (лит. Vilius Laurinaitis; нар. 16 липня 1992, село Бариуні, Йонішкіський район) — литовський борець греко-римського стилю, багаторазовий переможець та призер міжнародних турнірів найвищого рівня, срібний призер чемпіонату світу серед військовослужбовців, срібний призер Всесвітніх ігор військовослужбовців, чемпіонату світу серед юніорів.

## Життєпис
Боротьбою почав займатися з 2000 року.
Виступає за борцівський клуб LOSC, Вільнюс. Тренер — Олегас Антошенков. На літній Універсіаді 2013 року в Казані представляв вільнюський університет Миколаса Ромеріса.

## Спортивні результати на міжнародних змаганнях

### Виступи на Чемпіонатах світу
| Змагання                        | Збірна | Вагова категорія                 | Місце |
| ------------------------------- | ------ | -------------------------------- | ----- |
| Чемпіонат світу з боротьби 2014 | Литва  | греко-римська боротьба, до 98 кг | 29    |
| Чемпіонат світу з боротьби 2015 | Литва  | греко-римська боротьба, до 98 кг | 10    |
| Чемпіонат світу з боротьби 2017 | Литва  | греко-римська боротьба, до 98 кг | 8     |
| Чемпіонат світу з боротьби 2018 | Литва  | греко-римська боротьба, до 97 кг | 18    |
| Чемпіонат світу з боротьби 2019 | Литва  | греко-римська боротьба, до 97 кг | 14    |
| Чемпіонат світу з боротьби 2021 | Литва  | греко-римська боротьба, до 97 кг | 10    |
| Чемпіонат світу з боротьби 2022 | Литва  | греко-римська боротьба, до 97 кг | 15    |

### Виступи на Чемпіонатах Європи
| Змагання                         | Збірна | Вагова категорія                 | Місце |
| -------------------------------- | ------ | -------------------------------- | ----- |
| Чемпіонат Європи з боротьби 2013 | Литва  | греко-римська боротьба, до 96 кг | 20    |
| Чемпіонат Європи з боротьби 2016 | Литва  | греко-римська боротьба, до 98 кг | 20    |
| Чемпіонат Європи з боротьби 2017 | Литва  | греко-римська боротьба, до 98 кг | 19    |
| Чемпіонат Європи з боротьби 2018 | Литва  | греко-римська боротьба, до 97 кг | 12    |
| Чемпіонат Європи з боротьби 2019 | Литва  | греко-римська боротьба, до 97 кг | 20    |
| Чемпіонат Європи з боротьби 2020 | Литва  | греко-римська боротьба, до 97 кг | 12    |
| Чемпіонат Європи з боротьби 2022 | Литва  | греко-римська боротьба, до 97 кг | 14    |

### Виступи на Європейських іграх
| Змагання              | Збірна | Вагова категорія                 | Місце |
| --------------------- | ------ | -------------------------------- | ----- |
| Європейські ігри 2015 | Литва  | греко-римська боротьба, до 98 кг | 7     |

### Виступи на інших змаганнях
| Змагання                                                         | Збірна | Вагова категорія                 | Місце  |
| ---------------------------------------------------------------- | ------ | -------------------------------- | ------ |
| Північний чемпіонат з боротьби 2011                              | Литва  | греко-римська боротьба, до 96 кг | 7      |
| Меморіал Кристьяна Палусалу 2011                                 | Литва  | греко-римська боротьба, до 96 кг | 12     |
| Кубок Арво Хаавісто 2011                                         | Литва  | греко-римська боротьба, до 96 кг | Бронза |
| Тестовий турнір FILA 2011                                        | Литва  | греко-римська боротьба, до 96 кг | 10     |
| Турнір Германа Каре 2012                                         | Литва  | греко-римська боротьба, до 96 кг | 8      |
| Олімпійський кваліфікаційний турнір з боротьби 2012 (Софія)      | Литва  | греко-римська боротьба, до 96 кг | 5      |
| Меморіал Кристьяна Палусалу 2012                                 | Литва  | греко-римська боротьба, до 96 кг | Срібло |
| Меморіал Олега Караваєва 2012                                    | Литва  | греко-римська боротьба, до 96 кг | Золото |
| Турнір Германа Каре 2013                                         | Литва  | греко-римська боротьба, до 96 кг | Срібло |
| Міжнародний меморіал Дейва Шульца 2013                           | Литва  | греко-римська боротьба, до 96 кг | Золото |
| Кубок Якоба Курбі 2013                                           | Литва  | греко-римська боротьба, до 96 кг | Золото |
| Гран-прі Німеччини з боротьби 2013                               | Литва  | греко-римська боротьба, до 96 кг | 7      |
| Літня Універсіада 2013                                           | Литва  | греко-римська боротьба, до 96 кг | 8      |
| Відкритий чемпіонат Стокгольма з боротьби 2014                   | Литва  | греко-римська боротьба, до 98 кг | 12     |
| Гран-прі Німеччини з боротьби 2014                               | Литва  | греко-римська боротьба, до 98 кг | 12     |
| Кубок Владислава Пітласинські 2014                               | Литва  | греко-римська боротьба, до 98 кг | 7      |
| Гран-прі Парижа з боротьби 2015                                  | Литва  | греко-римська боротьба, до 98 кг | Бронза |
| Турнір Вехбі Емре і Гаміта Каплана 2015                          | Литва  | греко-римська боротьба, до 98 кг | 5      |
| Кубок Владислава Пітласинські 2015                               | Литва  | греко-римська боротьба, до 98 кг | 12     |
| Всесвітні ігри військовослужбовців 2015                          | Литва  | греко-римська боротьба, до 98 кг | Срібло |
| Турнір Германа Каре 2016                                         | Литва  | греко-римська боротьба, до 98 кг | Бронза |
| Гран-прі Угорщини з боротьби 2016                                | Литва  | греко-римська боротьба, до 98 кг | 17     |
| Тор Мастерс 2016                                                 | Литва  | греко-римська боротьба, до 98 кг | 12     |
| Олімпійський кваліфікаційний турнір з боротьби 2016 (Зренянин)   | Литва  | греко-римська боротьба, до 98 кг | 11     |
| Олімпійський кваліфікаційний турнір з боротьби 2016 (Улан-Батор) | Литва  | греко-римська боротьба, до 98 кг | 18     |
| Олімпійський кваліфікаційний турнір з боротьби 2016 (Стамбул)    | Литва  | греко-римська боротьба, до 98 кг | 14     |
| Кубок Владислава Пітласинські 2016                               | Литва  | греко-римська боротьба, до 98 кг | 16     |
| Гран-прі Німеччини з боротьби 2016                               | Литва  | греко-римська боротьба, до 98 кг | Бронза |
| Чемпіонат світу з боротьби серед військовослужбовців 2016        | Литва  | греко-римська боротьба, до 98 кг | Срібло |
| Кубок Арво Хаавісто 2016                                         | Литва  | греко-римська боротьба, до 98 кг | 5      |
| Турнір Германа Каре 2017                                         | Литва  | греко-римська боротьба, до 98 кг | 8      |
| Тор Мастерс 2017                                                 | Литва  | греко-римська боротьба, до 98 кг | Срібло |
| Гран-прі Угорщини з боротьби 2017                                | Литва  | греко-римська боротьба, до 98 кг | 8      |
| Північний чемпіонат з боротьби 2017                              | Литва  | греко-римська боротьба, до 98 кг | Золото |
| Кубок Владислава Пітласинські 2017                               | Литва  | греко-римська боротьба, до 98 кг | 5      |
| Турнір Германа Каре 2018                                         | Литва  | греко-римська боротьба, до 97 кг | Срібло |
| Тор Мастерс 2018                                                 | Литва  | греко-римська боротьба, до 97 кг | 6      |
| Меморіал Крістьяна Палусалу 2018                                 | Литва  | греко-римська боротьба, до 97 кг | 8      |
| Турнір Вехбі Емре і Гаміта Каплана 2018                          | Литва  | греко-римська боротьба, до 97 кг | 15     |
| Гран-прі Німеччини з боротьби 2018                               | Литва  | греко-римська боротьба, до 97 кг | 20     |
| Тор Мастерс 2019                                                 | Литва  | греко-римська боротьба, до 97 кг | 8      |
| Київський Міжнародний турнір з боротьби 2019                     | Литва  | греко-римська боротьба, до 97 кг | 8      |
| Турнір Олега Караваєва 2019                                      | Литва  | греко-римська боротьба, до 97 кг | 12     |
| Гран-прі Німеччини з боротьби 2019                               | Литва  | греко-римська боротьба, до 97 кг | 7      |
| Всесвітні ігри військовослужбовців 2019                          | Литва  | греко-римська боротьба, до 97 кг | 12     |
| Тор Мастерс 2020                                                 | Литва  | греко-римська боротьба, до 97 кг | 4      |
| Гран-прі Загребу з боротьби 2021                                 | Литва  | греко-римська боротьба, до 97 кг | Срібло |
| Європейський олімпійський кваліфікаційний турнір з боротьби 2021 | Литва  | греко-римська боротьба, до 97 кг | 13     |
| Світовий олімпійський кваліфікаційний турнір з боротьби 2021     | Литва  | греко-римська боротьба, до 97 кг | Бронза |
| Меморіал Іона Корнеану і Ладислава Сімона 2021                   | Литва  | греко-римська боротьба, до 97 кг | Срібло |
| Тор Мастерс 2021                                                 | Литва  | греко-римська боротьба, до 97 кг | Бронза |
| Відкритий турнір Загребу з боротьби 2022                         | Литва  | греко-римська боротьба, до 97 кг | 14     |
| Турнір Вехбі Емре і Гаміта Каплана 2022                          | Литва  | греко-римська боротьба, до 97 кг | 9      |
| Міжнародний турнір Маттео Пелліцоне 2022                         | Литва  | греко-римська боротьба, до 97 кг | 9      |
| Кубок Владислава Пітласинські 2022                               | Литва  | греко-римська боротьба, до 97 кг | 7      |
| Гран-прі Німеччини з боротьби 2022                               | Литва  | греко-римська боротьба, до 97 кг | 5      |

### Виступи на змаганнях молодших вікових груп
| Змагання                                          | Збірна | Вагова категорія                 | Місце  |
| ------------------------------------------------- | ------ | -------------------------------- | ------ |
| Чемпіонат Європи з боротьби серед кадетів 2008    | Литва  | греко-римська боротьба, до 76 кг | 5      |
| Чемпіонат Європи з боротьби серед кадетів 2009    | Литва  | греко-римська боротьба, до 85 кг | 5      |
| Чемпіонат світу з боротьби серед юніорів 2010     | Литва  | греко-римська боротьба, до 96 кг | 17     |
| Північний чемпіонат з боротьби серед юніорів 2011 | Литва  | греко-римська боротьба, до 96 кг | Бронза |
| Чемпіонат Європи з боротьби серед юніорів 2011    | Литва  | греко-римська боротьба, до 96 кг | 10     |
| Чемпіонат світу з боротьби серед юніорів 2011     | Литва  | греко-римська боротьба, до 96 кг | 23     |
| Чемпіонат Європи з боротьби серед юніорів 2012    | Литва  | греко-римська боротьба, до 96 кг | 8      |
| Чемпіонат світу з боротьби серед юніорів 2012     | Литва  | греко-римська боротьба, до 96 кг | Золото |
| Чемпіонат Європи з боротьби до 23 років 2015      | Литва  | греко-римська боротьба, до 98 кг | 10     |